# Alfred Hegar

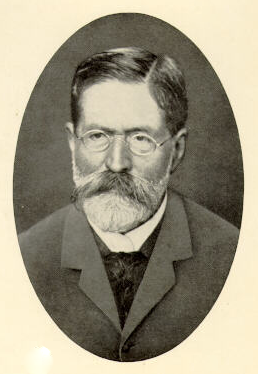
Alfred Hegar, um 1890

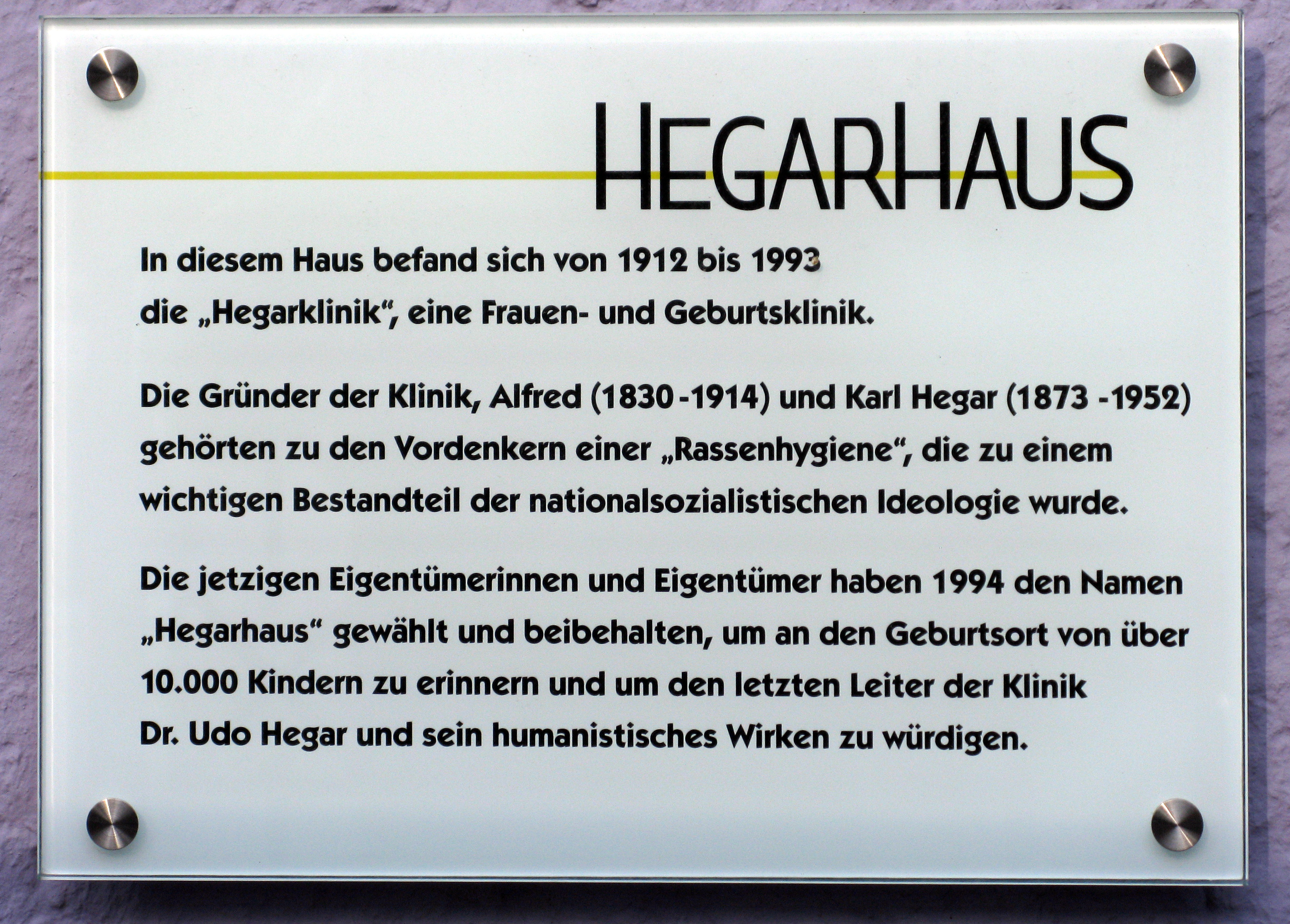
Tafel am Hegarhaus in der Freiburger Wilhelmstraße

Ernst Ludwig Alfred Hegar (* 6. Januar 1830 in Bessungen, heute Stadtteil von Darmstadt; † 5. August 1914 in Oberried) war ein deutscher Gynäkologe und Geburtshelfer.

## Herkunft und Leben
Alfred Hegar war der Sohn des Hofmedikus und Landarztes Johann August Hegar (1794–1882) sowie Schwager des Gymnasialdirektors Christian Boßler (1810–1877) und Onkel des Philologen Ludwig August Boßler. Seine Gattin Eva Hegar (1831–1899) entstammte der Industriellenfamilie Merck. Hegars Tante Marie Juliane war wiederum mit dem Komponisten, Musikverleger und Landtagsabgeordneten Johann Anton André verheiratet.
Nach einem Medizinstudium an den Universitäten Gießen, Heidelberg, Berlin und Wien promovierte er 1852 in Gießen mit der Arbeit (Ueber die Ausscheidung der Chlorverbindungen durch den Harn.). Anschließend ließ sich Hegar in seiner Heimatstadt Darmstadt als Militärarzt und praktischer Arzt nieder. Er widmete sich dort vor allem der Geburtshilfe und Schwangerschaftsdiagnostik und wurde 1864 aus dieser Praxis heraus als Ordinarius für Geburtshilfe und Nachfolger von Otto Spiegelberg (1830–1881) an den Lehrstuhl für Gynäkologie und Geburtshilfe der Universität Freiburg berufen, eine Stellung, die er 40 Jahre innehatte. 1868 übernahm er die Leitung der neueröffneten Universitätsfrauenklinik. Von 1876 bis 1878 waren er und Karl Schroeder erfolgreich bei der abdominellen Fibromoperation. Alfred Hegar wurde im Januar 1893 in die Leopoldina gewählt. 1904 wurde er emeritiert.
Alfred Hegar starb am 5. August 1914 auf seinem Landgut Schirkenhof. Sein Sohn Karl Hegar (1873–1952) leitete von 1903 bis 1938 die gynäkologische Abteilung des St. Josefskrankenhauses in Freiburg im Breisgau. Auch gründete er die Freiburger Hegar-Klinik, eine gynäkologische Privatklinik, die bis 1993 in der Wilhelmstraße, direkt in der Freiburger Altstadt, bestand.

## Wirken
Hegar gilt als Pionier der operativen Gynäkologie und wendete bereits konsequent die Antisepsis und Asepsis an. Er erforschte die Pathologie der Plazenta und Erkrankungen des Fötus. Wie Bernhard Sigmund Schultze und Johannes von Holst war er an der Etablierung der bimanuellen Palpation als gynäkologische Untersuchungsmethode beteiligt. Wie Gustav Simon gehörte er um 1870 zu den Begründern der modernen Operationsverfahren (Prolapsoperationen) zur Behandlung des Gebärmuttervorfalls. Im Jahre 1879 führte er die Hegarstifte zur Dilatation (Erweiterung) des Zervikalkanales ein. Später beschäftigte er sich mit Genitaltuberkulose und der Rolle des Ovars im weiblichen Körper. Nach Hegar benannt ist das Hegar-Zeichen, ein Schwangerschaftszeichen, das 1884 von seinem Assistenten Reindl beschrieben wurde und dessen Verbreitung Hegar forcierte.
Mit seiner 1894 erschienenen Schrift Der Geschlechtstrieb. Eine social-medicinische Studie gehört Hegar auch zu den ersten Fürsprechern einer negativen Eugenik oder Rassenhygiene. Er fordert eugenische Maßnahmen, um „wenigstens den größten Schäden des heutigen Zustandes ein Ende zu machen, und die Entstehung gebrechlicher elender Menschen zu beschränken“. 1905 wurde er Ehrenmitglied der in diesem Jahr in Berlin gegründeten Internationalen Gesellschaft für Rassen-Hygiene (DGR). Sein Sohn Karl Hegar war 1910 zusammen mit Eugen Fischer Gründungsmitglied der Freiburger Ortsgruppe der DGR.
1898 begründete der Gynäkologe die Fachzeitschrift Beiträge zur Geburtshilfe und Gynäkologie.
Der Nachlass Alfred und Karl Hegars wird im Archiv der Universität Freiburg aufbewahrt.

## Straßenumbenennung und Gedenktafel am „Hegarhaus“

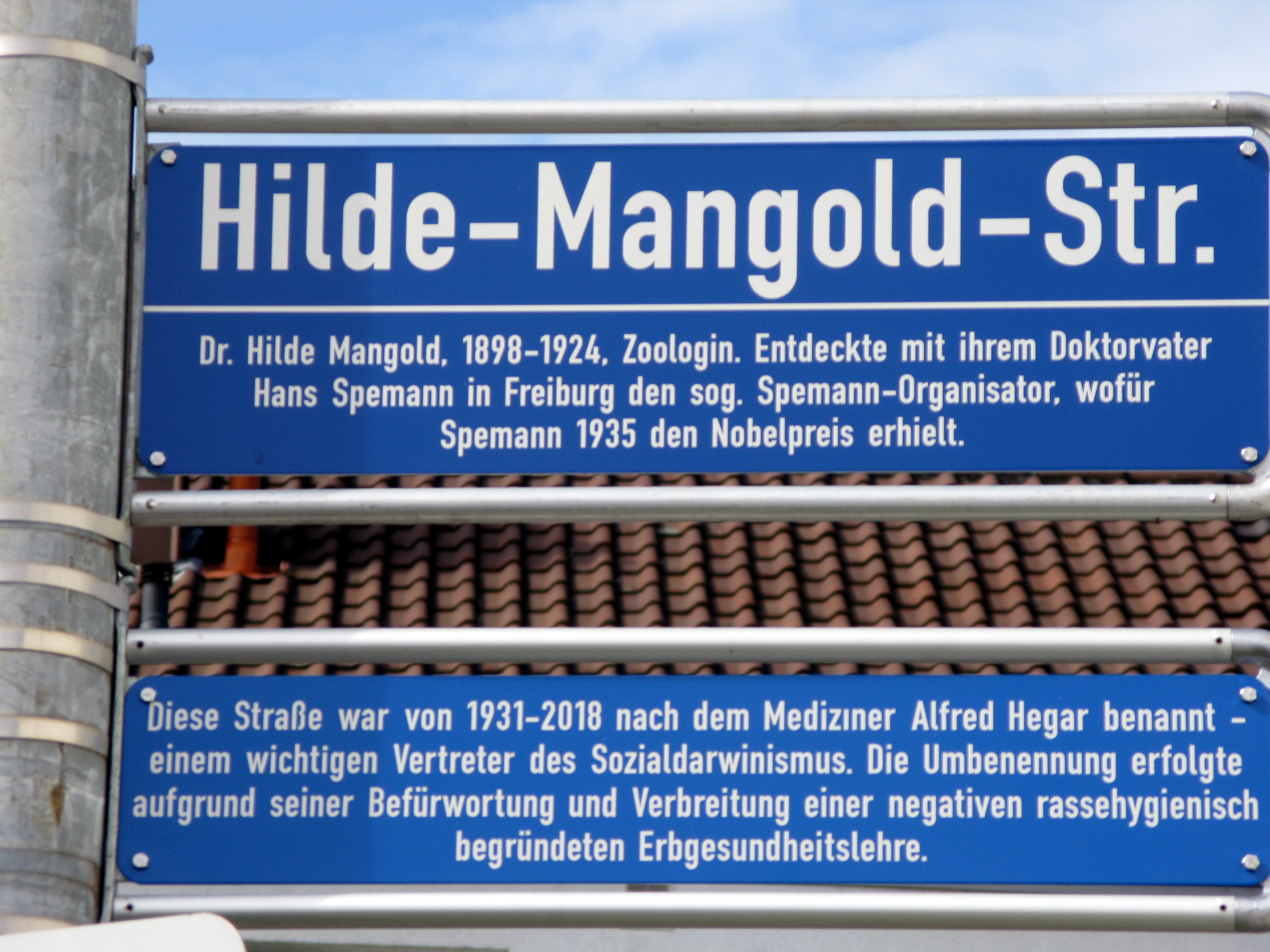
Die frühere Hegarstraße in Freiburg, heute Hilde-Mangold-Straße

Eine seit 1931 in Freiburg nach Alfred Hegar benannte Straße wurde nach Empfehlung einer Expertenkommission zur Überprüfung der Freiburger Straßennamen im Jahr 2018 in Hilde-Mangold-Straße umbenannt. Alfred Hegars „unbestreitbare Verdienste im Bereich der operativen Gynäkologie und Geburtshilfe gehen nicht nur mit einem zeitgenössisch durchaus verbreiteten menschen- und frauenverachtenden Denken einher, sondern auch mit der Begründung von rassistischem und eugenischem Gedankengut“, so der Abschlussbericht. Hegar habe „sozialdarwinistische und biologistische Vorstellungen mit rassenhygienischen Forderungen“ verbunden. Am Gebäude der ehemaligen Hegarklinik, heute  „Hegarhaus“ genannt, wurde außerdem eine Mahntafel angebracht, die Alfred und Karl Hegar als „Vordenker der Rassenhygiene“ bezeichnet, „die zu einem wichtigen Bestandteil der nationalsozialistischen Ideologie wurde“.

## Ehrungen
- Ehrenbürger von Freiburg
- Ehrenmitglied der Deutschen Gesellschaft für Geburtshilfe und Gynäkologie
- Wirklicher Geheimer Rat[16]

## Schriften (Auswahl)
- Ueber die Ausscheidung der Chlorverbindungen durch den Harn. Gießen 1852, Dissertation. Digitalisat.
- Die Pathologie und Therapie der Placentarrentention. Berlin 1862.
- Die Sterblichkeit während Schwangerschaft, Geburt & Wochenbett unter Privatverhältnissen, ihre Ursachen und die Mittel ihrer Verminderung. Freiburg im Breisgau 1868. Digitalisat.
- mit Rudolf Kaltenbach: Operative Gynäkologie. Stuttgart 1874. Digitalisat im Internet Archive (2. Auflage: Die operative Gynäkologie mit Einschluss der gynäkologischen Untersuchungslehre. Enke, Stuttgart 1881; 3. Auflage 1886, Digitalisat im Internet Archive, 4. Auflage 1897, Digitalisat im Internet Archive)
- Ignaz Philipp Semmelweis. Sein Leben und Seine Lehre. Freiburg im Breisgau 1882. Digitalisat im Internet Archive
- Der Zusammenhang der Geschlechtskrankheiten mit Nervosen Leiden und die Castration bei Neurosen. Stuttgart 1885.
- Die Entstehung, Diagnose und chirurgische Behandlung der Genitaltuberculose des Weibes. Enke, Stuttgart 1886.
- Der Geschlechtstrieb. Eine social-medicinische Studie. Stuttgart 1894. Digitalisat im Internet Archive